# جائزة ألمانيا الكبرى 1981
جائزة ألمانيا الكبرى 1981 هو سباق فورمولا 1 أقيم بتاريخ 2 أغسطس 1981 في حلبة هوكنهايم، ألمانيا الغربية. كان العاشر من أصل 15 في بطولة العالم لسباقات الفورمولا واحد موسم 1981. حلّ البرازيلي نيلسون بيكيه أولا بينما جاء الفرنسي ألن بروست في المركز الثاني وحصل على المركز الثالث الفرنسي جاك لافيت.